# Butlla Manifestis Probatum
La butlla Manifestis Probatum fou una butlla emesa pel Papa Alexandre III al 1179 en la qual declara que el Comtat de Portucalense és un regne independent amb un sobirà, Alfons I Henriques, ratificant així el Tractat de Zamora del 1143.

## Història
El rei portuguès, Alfons I Henriques el Conqueridor, inicià una guerra contra el regne de Lleó i Castella després que la família noble gallega dels Trava influenciés la mare d'aquest sobre Galícia. Una actitud que no agradà la noblesa del comtat de Portucalense (Portugal) vist que temia perdre la seva autonomia. El fill, Alfons I Henriques, inicià doncs un llarg període de guerra que es conclou a la Conferència de Zamora on Alfons VII de Lleó i Castella i Alfons I Henriques signen la pau. El rei castellà atorga la independència a Alfons I Henriques, així com el títol de rei. Tanmateix, havent-se proclamat anys abans com a Imperador, Henriques seguia sent vassall del rei castellà. Per tal d'adquirir definitivament la seva independència, s'adreçà al papa Inoncens II, proposant-se com el seu vassall. Però el Papa només li atorgà el títol de duc de Portugal. Així, Portugal haurà d'esperar-se 36 anys abans que el Papa Alexandre III li atorgui finalment la independència amb la Butlla Manifestis Probatum.